# Cerdeira (Las Nieves)
Cerdeira (oficialmente San Xoán de Cerdeira) es una parroquia española del municipio de Las Nieves, perteneciente a la provincia de Pontevedra, en la comunidad autónoma de Galicia.

## Toponimia
El lugar puede aparecer referido como «Cerdeira», «San Juan de Cerdeira» y «San Xoán de Cerdeira».

## Historia
Hacia mediados del siglo XIX, el lugar, ya por entonces perteneciente a Setados, tenía contabilizada una población de 148 habitantes. Aparece descrito en el sexto volumen del Diccionario geográfico-estadístico-histórico de España y sus posesiones de Ultramar de Pascual Madoz con las siguientes palabras:

CERDEIRA (San Juan): felig. en la prov. de Pontevedra (7 leg.), part, jud. de Puenteáreas (2), dióc. de Tuy (3), y ayunt. de Setados: sit. á la der. del r. Miño con buena ventilacion y clima saludable. Tiene unas 37 casas repartidas en el l. de su nombre y en los de Empiade, Aldea y Fenteira. La igl. parr. dedicada á San Juan, es aneja de la de San Cipriano de Ribarteme y está servida por un teniente de cura nombrado por el párroco de la matriz, con la cual confina y con las felig. de Tortóreos y Setados. El terreno es montuoso y abundante en aguas de buena calidad. prod.: algun trigo, centeno, maiz, patatas, castañas, hortaliza y frutas; se cria ganado vacuno, lanar, cabrio y caballar; hay caza de diferentes clases. pobl.: 37 vec., 148 alm. contr. con su ayunt. (V.)
(Madoz, 1847, p. 323)

En 2022, tenía empadronados 74 habitantes.